# Byron Foulger
Byron Foulger (Ogden, 27 agosto 1899 – Hollywood, 4 aprile 1970) è stato un attore statunitense.
Ha recitato in oltre 350 film dal 1932 al 1970 ed è apparso in oltre 110 produzioni televisive dal 1950 al 1970. È stato accreditato anche con i nomi Byron K. Folger, Byron Folger e Byron K. Foulger.

## Biografia
Byron Foulger nacque a Ogden, nello Utah, il 27 agosto 1899. Frequentò l'Università dello Utah e iniziò a recitare nelle rappresentazioni sceniche organizzate dalla facoltà. Fece il suo debutto a Broadway nel marzo del 1920 in una produzione con Moroni Olsen e si esibì poi in altre quattro produzioni con Olsen.
Fece il suo debutto sul grande schermo nel 1932, non accreditato, nel film Night World nel ruolo di Mr. Baby, avventore di un night club. Nei primi anni 50 cominciò a lavorare per la televisione interpretando una miriade di ruoli dando vita a molte caratterizzazioni, di solito personaggi timidi, piagnucoloni, bigotti o servili. Nei suoi primi film non ha i baffi che adottò poi solo dai primi anni 40.
Interpretò il ruolo di Wendell Gibbs in 22 episodi della serie televisiva Petticoat Junction dal 1965 al 1969 e il ruolo del padre del protagonista Carter Nash (Mr. Nash, il cui volto, però, non appare mai a schermo essendo il personaggio sempre nascosto dietro un giornale) in 7 episodi della serie semicomica Capitan Nice nel 1967. La sua ultima apparizione sullo schermo avvenne nell'episodio Lisa della serie televisiva Mod Squad, i ragazzi di Greer, andato in onda il 4 novembre 1969, che lo vede nel ruolo di un droghiere.
Fu sposato con l'attrice Dorothy Adams dal 1921 fino alla sua morte nel 1970. In un litigio ad una festa minacciò di prendere a pugni Errol Flynn per un presunto flirt con Dorothy. Morì a Hollywood, in California, il 4 aprile 1970 e fu seppellito all'Inglewood Park Cemetery di Inglewood.

## Filmografia

### Cinema
- Night World (1932)
- Amore tzigano (The Little Minister) (1934)
- The President's Mystery (1936)
- Larceny on the Air (1937)
- The Devil Diamond (1937)
- Dick Tracy (1937)
- L'uomo che amo (History Is Made at Night) (1937)
- Cupo tramonto (Make Way for Tomorrow) (1937)
- Un giorno alle corse (A Day at the Races) (1937)
- The Devil Is Driving, regia di Harry Lachman (1937)
- Soak the Poor (1937)
- Tenth Avenue Kid (1937)
- Il prigioniero di Zenda (The Prisoner of Zenda) (1937)
- La città dalle mille luci (It Happened in Hollywood) (1937)
- The Luck of Roaring Camp, regia di Irvin Willat (1937)
- The Duke Comes Back (1937)
- La moglie bugiarda (True Confession) (1937)
- Born to Be Wild (1938)
- King of the Newsboys (1938)
- It's All in Your Mind (1938)
- Arditi dell'aria (Test Pilot) (1938)
- The Lady in the Morgue (1938)
- Strange Glory (1938)
- Crime Ring (1938)
- Delinquent Parents (1938)
- Smashing the Rackets (1938)
- L'eterna illusione (You Can't Take It with You) (1938)
- Il vendicatore (I Am the Law) (1938)
- Il terzo delitto (The Mad Miss Manton) (1938)
- Il ragno nero (The Spider's Web) (1938)
- A Man to Remember (1938)
- Tarnished Angel (1938)
- Il figlio del gangster (Gangster's Boy) (1938)
- Say It in French (1938)
- Io sono un criminale (I Am a Criminal) (1938)
- Servizio della morte (Smashing the Spy Ring) (1938)
- Mystery of the White Room (1939)
- Lasciateci vivere! (Let Us Live) (1939)
- Gli eroi della strada (Streets of New York) (1939)
- La via dei giganti (Union Pacific) (1939)
- Some Like It Hot (1939)
- Ragazze sperdute (Missing Daughters) (1939)
- Exile Express (1939)
- The Girl from Mexico (1939)
- Million Dollar Legs (1939)
- Andy Hardy e la febbre di primavera (Andy Hardy Gets Spring Fever) (1939)
- The Spellbinder, regia di Jack Hively (1939)
- Mutiny on the Blackhawk (1939)
- Non puoi impedirmi d'amare (In Name Only) (1939)
- Girl from Rio (1939)
- L'uomo che non poteva essere impiccato (The Man They Could Not Hang) (1939)
- A Woman Is the Judge (1939)
- Sabotage (1939)
- Mr. Smith va a Washington (Mr. Smith Goes to Washington) (1939)
- Television Spy (1939)
- Beware Spooks! (1939)
- Bad Little Angel (1939)
- Il segreto del dr. Kildare (The Secret of Dr. Kildare) (1939)
- Heroes of the Saddle (1940)
- Abramo Lincoln (Abe Lincoln in Illinois) (1940)
- The Saint's Double Trouble (1940)
- Parole Fixer (1940)
- Flash Gordon Conquers the Universe (1940)
- Curtain Call (1940)
- Uomini dalle nove vite (The Man with Nine Lives) (1940)
- Il romanzo di una vita (Edison, the Man) (1940)
- Opened by Mistake (1940)
- La valle dei monsoni (Three Faces West) (1940)
- Untamed (1940)
- Golden Gloves (1940)
- The Great McGinty (1940)
- La febbre del petrolio (Boom Town) (1940)
- I Want a Divorce (1940)
- Good Bad Boys (1940)
- Sky Murder (1940)
- Arizona (1940)
- Ellery Queen, Master Detective (1940)
- Dr. Kildare's Crisis (1940)
- Behind the News (1940)
- Ridin' on a Rainbow (1941)
- Blonde Inspiration (1941)
- Meet Boston Blackie (1941)
- The Penalty, regia di Harold S. Bucquet (1941)
- L'uomo elettrico (Man Made Monster) (1941)
- Sis Hopkins, regia di Joseph Santley (1941)
- Una donna è scomparsa (Roar of the Press) (1941)
- Under Age, regia di Edward Dmytryk (1941)
- The Gay Vagabond (1941)
- Anime allo specchio (She Knew All the Answers), regia di Richard Wallace (1941)
- Sweetheart of the Campus (1941)
- I Was a Prisoner on Devil's Island (1941)
- The Deadly Game (1941)
- Mystery Ship (1941)
- Helping Hands (1941)
- The Stork Pays Off (1941)
- Tu m'appartieni (You Belong to Me) (1941)
- Come Back, Miss Pipps (1941)
- Fancy Answers (1941)
- Ellery Queen and the Murder Ring (1941)
- Night of January 16th (1941)
- Il molto onorevole Mr. Pulham (H.M. Pulham, Esq.), regia di King Vidor (1941)
- I dimenticati (Sullivan's Travels) (1941)
- Dude Cowboy (1941)
- Harvard, Here I Come! (1941)
- Accadde una sera (Bedtime Story) (1941)
- Echi di gioventù (Remember the Day) (1941)
- Road to Happiness (1942)
- Man from Headquarters (1942)
- Martin Eden (The Adventures of Martin Eden) (1942)
- Vento selvaggio (Reap the Wild Wind) (1942)
- Who Is Hope Schuyler? (1942)
- Follia scatenata (Fingers at the Window) (1942)
- Il peccatore di Tahiti (The Tuttles of Tahiti) (1942)
- A Desperate Chance for Ellery Queen (1942)
- The Panther's Claw (1942)
- Pacific Rendezvous (1942)
- Flying with Music (1942)
- Miss Annie Rooney (1942)
- Il magnifico fannullone (The Magnificent Dope) (1942)
- Sabotage Squad (1942)
- The Man in the Trunk, regia di Malcolm St. Clair (1942)
- Apache Trail (1942)
- Presi tra le fiamme (The Forest Rangers) (1942)
- Ritrovarsi (The Palm Beach Story) (1942)
- Wrecking Crew (1942)
- Keep 'Em Sailing (1942)
- Quiet Please: Murder (1942)
- Forzate il blocco (Stand by for Action) (1942)
- Margine d'errore (Margin for Error) (1943)
- La commedia umana (The Human Comedy) (1943)
- Dixie Dugan (1943)
- Hoppy Serves a Writ (1943)
- Anche i boia muoiono (Hangmen Also Die!) (1943)
- The Falcon Strikes Back (1943)
- Shantytown (1943)
- Dr. Gillespie's Criminal Case (1943)
- The Black Raven (1943)
- L'isola delle sirene (Coney Island) (1943)
- Henry Aldrich Swings It (1943)
- Appointment in Berlin (1943)
- Sacrificio supremo (First Comes Courage) (1943)
- Hi Diddle Diddle (1943)
- Silver Spurs (1943)
- The Adventures of a Rookie (1943)
- Sorelle in armi (So Proudly We Hail!) (1943)
- La città rubata (The Kansan) (1943)
- Sweet Rosie O'Grady, regia di Irving Cummings (1943)
- Terra nera (In Old Oklahoma) (1943)
- Che donna! (What a Woman!) (1943)
- Il miracolo del villaggio (The Miracle of Morgan's Creek) (1944)
- Beautiful But Broke (1944)
- La casa della morte (Lady in the Death House) (1944)
- Nessuno sa il proprio destino (The Whistler) (1944)
- Gambler's Choice (1944)
- L'ottava meraviglia (Once Upon a Time) (1944)
- Ladies of Washington (1944)
- Stars on Parade (1944)
- 3 Men in White (1944)
- Notte d'avventura (A Night of Adventure) (1944)
- Roger Touhy, Gangster (1944)
- Take It Big (1944)
- Henry Aldrich's Little Secret (1944)
- Da quando te ne andasti (Since You Went Away) (1944)
- Temporale d'estate (Summer Storm) (1944)
- Swing in the Saddle (1944)
- Maisie Goes to Reno (1944)
- Notte d'angoscia (When Strangers Marry) (1944)
- Le tre donne di Casanova (Casanova Brown) (1944)
- Il matrimonio è un affare privato (Marriage Is a Private Affair) (1944)
- The Great Moment (1944)
- Ever Since Venus (1944)
- L'avventuriero della città d'oro (Barbary Coast Gent) (1944)
- Dark Mountain (1944)
- Bagliori a Manhattan (Music in Manhattan) (1944)
- L'uomo venuto da lontano (An American Romance) (1944)
- La signora Parkington (Mrs. Parkington) (1944)
- Il prigioniero del terrore (Ministry of Fear) (1944)
- Black Arrow (1944)
- Girl Rush (1944)
- The Mystery of the Riverboat (1944)
- He Forgot to Remember (1944)
- Enemy of Women (1944)
- Il grande silenzio (And Now Tomorrow) (1944)
- Marisa (Music for Millions) (1944)
- Let's Go Steady (1945)
- Grissly's Millions (1945)
- Adventures of Kitty O'Day (1945)
- Milioni in pericolo (Brewster's Millions) (1945)
- Circumstantial Evidence, regia di John Larkin (1945)
- Tutti pazzi (It's in the Bag!) (1945)
- The Master Key, regia di Lewis D. Collins e Ray Taylor - serial (1945)
- Don Juan Quilligan (1945)
- L'uomo meraviglia (Wonder Man) (1945)
- The Blonde from Brooklyn (1945)
- Il naufrago (The Cheaters) (1945)
- The Hidden Eye (1945)
- La brigata del fuoco (Arson Squad) (1945)
- Grand hotel Astoria (Week-End at the Waldorf) (1945)
- Sensation Hunters, regia di Christy Cabanne (1945)
- Voice of the Whistler (1945)
- Purity Squad (1945)
- Giorni perduti (The Lost Weekend) (1945)
- Snafu (1945)
- Follow That Woman (1945)
- Missione di morte (Cornered) (1945)
- Avventura (Adventure) (1945)
- La strada scarlatta (Scarlet Street) (1945)
- Breakfast in Hollywood (1946)
- Non dirmi addio (Sentimental Journey) (1946)
- Il caso Foster (Just Before Dawn) (1946)
- In nome dell'amore (Deadline at Dawn) (1946)
- House of Horrors (1946)
- Blonde Alibi (1946)
- The Hoodlum Saint (1946)
- Due sorelle di Boston (Two Sisters from Boston) (1946)
- Il postino suona sempre due volte (The Postman Always Rings Twice) (1946)
- The French Key (1946)
- Orgasmo (Suspense) (1946)
- The Mysterious Mr. M (1946)
- Il coraggio di Lassie (Courage of Lassie) (1946)
- The Secret of the Whistler (1946)
- Plainsman and the Lady (1946)
- Dick Tracy contro Cueball (Dick Tracy vs. Cueball) (1946)
- La magnifica bambola (Magnificent Doll) (1946)
- Nuvole passeggere (Till the Clouds Roll By) (1946)
- San Quentin (1946)
- The Show-Off (1946)
- It's a Joke, Son! (1947)
- Easy Come, Easy Go (1947)
- I briganti (The Michigan Kid) (1947)
- Le campane di San Ferdinando (Bells of San Fernando) (1947)
- La valle del sole (Stallion Road) (1947)
- Hard Boiled Mahoney (1947)
- Love and Learn (1947)
- The Adventures of Don Coyote (1947)
- Fun on a Week-End (1947)
- Too Many Winners (1947)
- La disperata notte (The Long Night) (1947)
- The Trouble with Women (1947)
- Nessuno mi crederà (They Won't Believe Me) (1947)
- Second Chance (1947)
- Gli invincibili (Unconquered) (1947)
- Canto d'amore (Song of Love) (1947)
- Linda Be Good (1947)
- The Chinese Ring (1947)
- Arco di trionfo (Arch of Triumph) (1948)
- Il vagabondo della città morta (Relentless) (1948)
- La sposa ribelle (The Bride Goes Wild) (1948)
- Borrowed Trouble (1948)
- Un sudista del Nord (A Southern Yankee) (1948)
- La donna del bandito (They Live by Night) (1948)
- Out of the Storm (1948)
- I Surrender Dear, regia di Arthur Dreifuss (1948)
- I tre moschettieri (The Three Musketeers) (1948)
- Richiamo d'ottobre (The Return of October) (1948)
- Il bacio del bandito (The Kissing Bandit) (1948)
- Egli camminava nella notte (He Walked by Night) (1948)
- È tempo di vivere (Let's Live a Little) (1948)
- Trouble Preferred (1948)
- Ho ucciso Jess il bandito (I Shot Jesse James) (1949)
- Tucson (1949)
- I cavalieri dell'onore (Streets of Laredo) (1949)
- I gangster del fuoco (Arson, Inc.) (1949)
- Il re dell'Africa (Mighty Joe Young) (1949)
- Satan's Cradle (1949)
- The Dalton Gang (1949)
- Chinatown at Midnight (1949)
- Ho incontrato l'amore (Dancing in the Dark) (1949)
- Red Desert (1949)
- Sansone e Dalila (Samson and Delilah) (1949)
- L'ispettore generale (The Inspector General) (1949)
- La chiave della città (Key to the City) (1950)
- The Girl from San Lorenzo (1950)
- La gioia della vita (Riding High) (1950)
- Salt Lake Raiders (1950)
- Botta senza risposta (Champagne for Caesar) (1950)
- Nessuno deve amarti (The Return of Jesse James) (1950)
- Pal, Canine Detective (1950)
- L'ultima preda (Union Station) (1950)
- Indianapolis (To Please a Lady) (1950)
- La città nera (Dark City) (1950)
- Experiment Alcatraz (1950)
- Gasoline Alley (1951)
- L'odio colpisce due volte (Lightning Strikes Twice) (1951)
- Home Town Story (1951)
- Il magnifico fuorilegge (Best of the Badmen) (1951)
- Gli amori di Cristina (A Millionaire for Christy) (1951)
- Disc Jockey (1951)
- La città che scotta (FBI Girl) (1951)
- I pirati di Barracuda (The Sea Hornet) (1951)
- Superman and the Mole-Men (1951)
- The Steel Fist (1952)
- La vendicatrice dei sioux (Rose of Cimarron) (1952)
- Gli ammutinati dell'atlantico (Mutiny) (1952)
- I miei sei forzati (My Six Convicts) (1952)
- Hold That Line (1952)
- Nessuno mi salverà (The Sniper) (1952)
- Gonne al vento (Skirts Ahoy!) (1952)
- Apache Country (1952)
- Contrabbando per l'oriente (Cripple Creek) (1952)
- Matrimoni a sorpresa (We're Not Married!) (1952)
- La diva (The Star) (1952)
- The Flaming Urge (1953)
- Il mostro magnetico (The Magnetic Monster), regia di Curt Siodmak e, non accreditato, Herbert L. Strock (1953)
- I professori non mangiano bistecche (Confidentially Connie) (1953)
- Mercato di donne (A Perilous Journey) (1953)
- Run for the Hills (1953)
- Cruisin' Down the River (1953)
- Mani in alto! (Gun Belt) (1953)
- Bandits of the West (1953)
- Notturno selvaggio (The Moonlighter) (1953)
- Paris Model (1953)
- The Rocket Man (1954)
- La campana ha suonato (Silver Lode) (1954)
- La regina del Far West (Cattle Queen of Montana) (1954)
- Duello di spie (The Scarlet Coat) (1955)
- I pionieri dell'Alaska (The Spoilers) (1955)
- Gunpoint: terra che scotta (At Gunpoint) (1955)
- Duello al Passo Indio (Thunder Over Arizona) (1956)
- Autostop (You Can't Run Away from It) (1956)
- The Desperados Are in Town (1956)
- Colpevole innocente (The Young Stranger) (1957)
- Curfew Breakers (1957)
- La corriera fantasma (The Phantom Stagecoach) (1957)
- L'ultima riva (The River's Edge) (1957)
- Lo sceriffo di ferro (The Iron Sheriff) (1957)
- Furia a Rio Apache (Sierra Stranger) (1957)
- Dino (1957)
- The Buckskin Lady (1957)
- Pistolero senza onore (Gun Battle at Monterey) (1957)
- Up in Smoke (1957)
- L'uomo della valle (Man from God's Country) (1958)
- Going Steady (1958)
- La lunga estate calda (The Long, Hot Summer) (1958)
- Il terrore del Texas (Terror in a Texas Town) (1958)
- È sbarcato un marinaio (Onionhead) (1958)
- Lo stallone selvaggio (King of the Wild Stallions) (1959)
- High School Big Shot (1959)
- La rapina (The Rebel Set) (1959)
- La famiglia assassina di Mà Barker (Ma Barker's Killer Brood) (1960)
- Twelve Hours to Kill (1960)
- Devil's Partner (1961)
- Angeli con la pistola (Pocketful of Miracles) (1961)
- Sfida nell'Alta Sierra (Ride the High Country) (1962)
- Professore a tuttogas (Son of Flubber) (1963)
- Dove vai sono guai! (Who's Minding the Store?) (1963)
- Il californiano (Guns of Diablo) (1965)
- Patto a tre (Marriage on the Rocks) (1965)
- La ragazza yè yè (The Swinger) (1966)
- Il fantasma ci sta (The Spirit Is Willing) (1967)
- The Gnome-Mobile (1967)
- Il fantasma del pirata Barbanera (Blackbeard's Ghost) (1968)
- Jerryssimo! (Hook, Line and Sinker) (1969)
- Cockeyed Cowboys of Calico County (1970)
- Uomini e cobra (There Was a Crooked Man...) (1970)

### Televisione
- The Silver Theatre – serie TV, 2 episodi (1950)
- Dick Tracy – serie TV, un episodio (1950)
- The Magnavox Theatre – serie TV, un episodio (1950)
- The Bigelow Theatre – serie TV, 2 episodi (1950-1951)
- Stars Over Hollywood – serie TV, un episodio (1951)
- Gruen Guild Playhouse – serie TV, un episodio (1951)
- Terry and the Pirates – serie TV, un episodio (1952)
- Space Patrol – serie TV, un episodio (1952)
- Squadra mobile (Racket Squad) – serie TV, 2 episodi (1951-1952)
- Hopalong Cassidy – serie TV, 2 episodi (1952)
- The Living Bible – serie TV (1952)
- Your Favorite Story – serie TV, un episodio (1953)
- Cowboy G-Men – serie TV, 2 episodi (1953)
- Fireside Theatre – serie TV, 5 episodi (1950-1953)
- Death Valley Days – serie TV, un episodio (1953)
- Lucy ed io (I Love Lucy) – serie TV, un episodio (1953)
- Adventures of Superman – serie TV, un episodio (1953)
- The Amos 'n Andy Show – serie TV, un episodio (1953)
- Alarm – film TV (1954)
- Gianni e Pinotto (The Abbott and Costello Show) – serie TV, episodio 2x23 (1954)
- Waterfront – serie TV, un episodio (1954)
- Cisco Kid (The Cisco Kid) – serie TV, 2 episodi (1950-1954)
- La mia piccola Margie (My Little Margie) – serie TV, 2 episodi (1952-1954)
- Le avventure di Jet Jackson (Captain Midnight) – serie TV, episodio 1x08 (1954)
- The Whistler – serie TV, episodio 1x18 (1955)
- The George Burns and Gracie Allen Show – serie TV, 2 episodi (1954-1955)
- Treasury Men in Action – serie TV, un episodio (1955)
- Mickey Rooney Show (The Mickey Rooney Show) – serie TV, episodio 1x32 (1955)
- Schlitz Playhouse of Stars – serie TV, 4 episodi (1953-1955)
- The Man Behind the Badge – serie TV, 3 episodi (1955)
- Le avventure di Gene Autry (The Gene Autry Show) – serie TV, un episodio (1955)
- Judge Roy Bean – serie TV, un episodio (1956)
- It's a Great Life – serie TV, 2 episodi (1955-1956)
- Front Row Center – serie TV, un episodio (1956)
- Jungle Jim – serie TV, un episodio (1956)
- Our Miss Brooks – serie TV, un episodio (1956)
- The Millionaire – serie TV, un episodio (1956)
- Four Star Playhouse – serie TV, 2 episodi (1953-1956)
- TV Reader's Digest – serie TV, episodi 2x13-2x35 (1956)
- Roy Rogers – serie TV, un episodio (1956)
- Telephone Time – serie TV, episodio 2x07 (1956)
- Dr. Christian – serie TV, un episodio (1957)
- The Gray Ghost – serie TV, episodio 1x04 (1957)
- How to Marry a Millionaire – serie TV, un episodio (1957)
- The Ford Television Theatre – serie TV, 2 episodi (1953-1957)
- Il cavaliere solitario (The Lone Ranger) – serie TV, 4 episodi (1950-1957)
- You Are There – serie TV, un episodio (1957)
- Lux Video Theatre – serie TV, 5 episodi (1954-1957)
- Letter to Loretta – serie TV, un episodio (1957)
- Climax! – serie TV, 4 episodi (1955-1957)
- Richard Diamond (Richard Diamond, Private Detective) – serie TV, un episodio (1958)
- Suspicion – serie TV, un episodio (1958)
- Wild Bill Hickok (The Adventures of Wild Bill Hickok) – serie TV, 5 episodi (1951-1958)
- December Bride – serie TV, 2 episodi (1957-1958)
- Alcoa Theatre – serie TV, un episodio (1958)
- Maverick – serie TV, 2 episodi (1958)
- Playhouse 90 – serie TV, un episodio (1958)
- Make Room for Daddy – serie TV, 2 episodi (1958)
- Lawman – serie TV, un episodio (1959)
- Le avventure di Rin Tin Tin (The Adventures of Rin Tin Tin) – serie TV, un episodio (1959)
- Markham – serie TV, un episodio (1959)
- Ai confini della realtà (The Twilight Zone) – serie TV, un episodio (1959)
- Gli intoccabili (The Untouchables) – serie TV, un episodio (1959)
- Hawaiian Eye – serie TV, episodio 1x19 (1960)
- Alcoa Presents: One Step Beyond – serie TV, un episodio (1960)
- Dennis the Menace – serie TV, 2 episodi (1960)
- The Slowest Gun in the West – film TV (1960)
- Full Circle – serie TV (1960-1961)
- Hot Off the Wire – serie TV, un episodio (1961)
- Ricercato vivo o morto (Wanted: Dead or Alive) – serie TV, episodio 3x22 (1961)
- Tales of Wells Fargo – serie TV, 2 episodi (1957-1961)
- Pete and Gladys – serie TV, episodi 2x14-2x17 (1961-1962)
- Indirizzo permanente (77 Sunset Strip) – serie TV, episodio 4x22 (1962)
- Have Gun - Will Travel – serie TV, episodio 5x24 (1962)
- 87ª squadra (87th Precinct) – serie TV, un episodio (1962)
- Lassie – serie TV, 4 episodi (1960-1962)
- Gli uomini della prateria (Rawhide) – serie TV, 2 episodi (1960-1963)
- The Red Skelton Show – serie TV, 3 episodi (1960-1963)
- Carovane verso il West (Wagon Train) – serie TV, 5 episodi (1959-1964)
- Bonanza – serie TV, 3 episodi (1959-1964)
- The Travels of Jaimie McPheeters – serie TV, episodio 1x26 (1964)
- La legge di Burke (Burke's Law) – serie TV, 2 episodi (1964)
- The Tycoon – serie TV, un episodio (1964)
- Mister Ed, il mulo parlante (Mister Ed) – serie TV, un episodio (1965)
- Profiles in Courage – serie TV, un episodio (1965)
- La famiglia Addams (The Addams Family) – serie TV, un episodio (1965)
- The Beverly Hillbillies – serie TV, un episodio (1965)
- Perry Mason – serie TV, 2 episodi (1962-1965)
- Il fuggiasco (The Fugitive) – serie TV, un episodio (1965)
- The Patty Duke Show – serie TV, un episodio (1965)
- O.K. Crackerby! – serie TV, un episodio (1966)
- Honey West – serie TV, episodio 1x20 (1966)
- Get Smart – serie TV, un episodio (1966)
- Mamma a quattro ruote (My Mother the Car) – serie TV, un episodio (1966)
- Hazel – serie TV, 4 episodi (1961-1966)
- The Andy Griffith Show – serie TV, 3 episodi (1965-1966)
- Squadra speciale anticrimine (The Felony Squad) – serie TV, episodio 1x07 (1966)
- La fattoria dei giorni felici (Green Acres) – serie TV, un episodio (1966)
- Gunsmoke – serie TV, 2 episodi (1962-1966)
- Kronos - Sfida al passato (The Time Tunnel) – serie TV, episodio 1x18 (1967)
- I Monkees (The Monkees) – serie TV, un episodio (1967)
- Daniel Boone – serie TV, un episodio (1967)
- Amore in soffitta (Love on a Rooftop) – serie TV, un episodio (1967)
- Lucy Show – serie TV, 2 episodi (1965-1967)
- Capitan Nice (Captain Nice) – serie TV, 7 episodi (1967)
- Laredo – serie TV, 3 episodi (1966-1967)
- Il grande teatro del West (The Guns of Will Sonnett) – serie TV, un episodio (1967)
- The Danny Thomas Hour – serie TV, episodio 1x10 (1967)
- Disneyland – serie TV, 4 episodi (1960-1968)
- Selvaggio west (The Wild Wild West) – serie TV, episodio 4x03 (1968)
- Adam-12 – serie TV, un episodio (1968)
- Petticoat Junction – serie TV, 22 episodi (1965-1969)
- Mod Squad, i ragazzi di Greer (The Mod Squad) – serie TV, 2 episodi (1968-1969)
- The Love War – film TV (1970)

## Doppiatori italiani
- Vinicio Sofia in I tre moschettieri